# Liste von Persönlichkeiten der Stadt Blankenburg (Harz)
Die Liste von Persönlichkeiten der Stadt Blankenburg (Harz) enthält Personen, die in der Geschichte der Stadt Blankenburg (Harz) eine nachhaltige Rolle gespielt haben. Es handelt sich dabei um Persönlichkeiten, denen die Ehrenbürgerschaft verliehen wurde, die hier geboren sind oder in der Stadt gewirkt haben.
Für die Persönlichkeiten aus den nach Blankenburg (Harz) eingemeindeten Ortschaften siehe auch die entsprechenden Ortsartikel.

## Ehrenbürger
- Otto von Bismarck (1815–1898), erster deutscher Reichskanzler, Ehrenbürger seit 1885
- Albert von Otto (1836–1922), Verwaltungsbeamter und Politiker, Ehrenbürger seit 1908
- Karl von Müller (1873–1923), Kapitän zur See, führ ihn wurde 1936 auch ein Denkmal errichtet
- Tatjana Hüfner (* 1983), Rennrodlerin
- Manuela Lutze (* 1974), Ruderin[1]

## Söhne und Töchter der Stadt

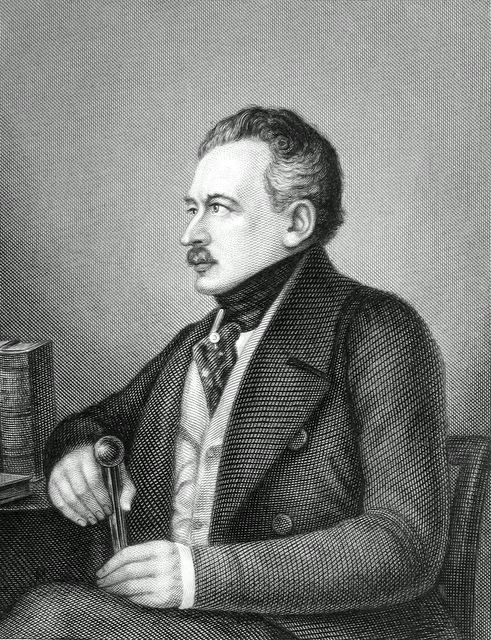
Joseph von Radowitz

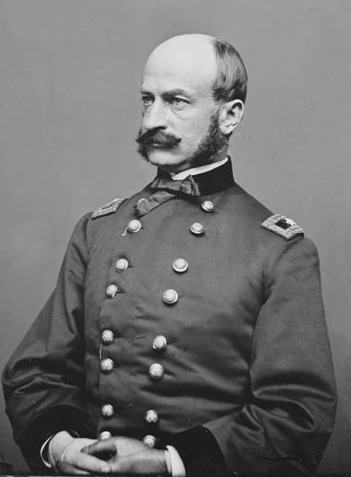
Adolph von Steinwehr

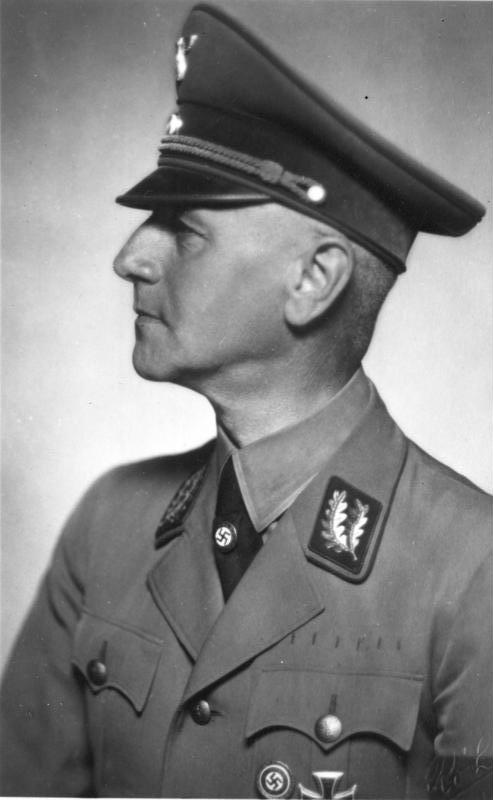
Joachim Albrecht Eggeling

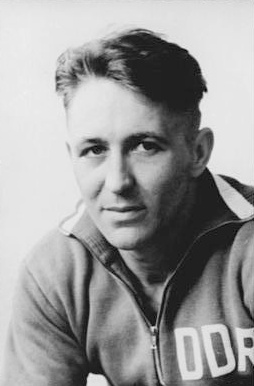
Günter Nachtigall

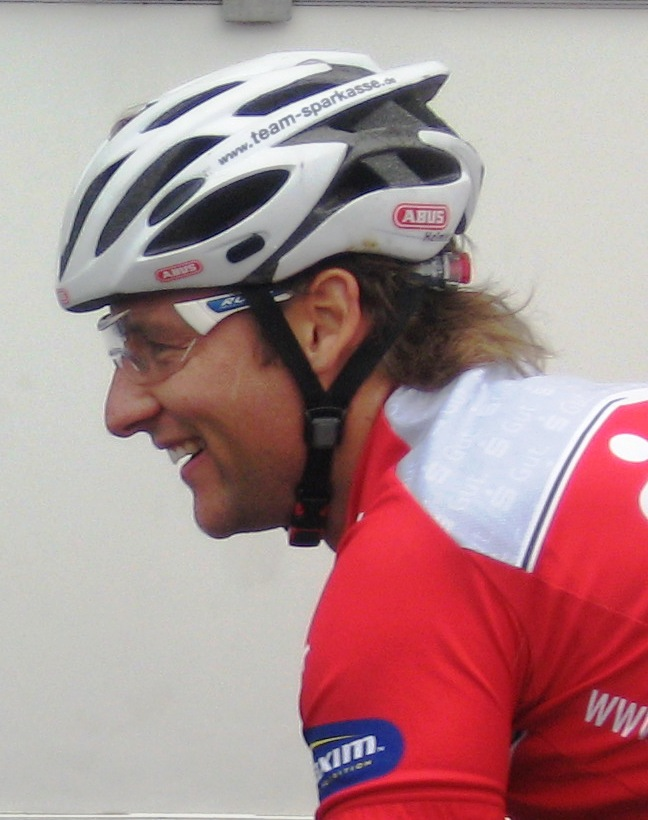
Christian Lademann

### Geboren im 16. bis 18. Jahrhundert
- Johann Ernst von Regenstein (1596–1599), Graf von Regenstein und Abt des Klosters Michaelstein bei Blankenburg (Harz)
- Christian Julius Wackerhagen (1667–vor 1748), geboren in Michaelstein, Oberfaktor
- Michael Müller (1673–1704), Dichter
- Ludwig Rudolf Schiller (1710–1779), evangelisch-lutherischer Geistlicher und Superintendent
- Christian Friedrich Schrader (1739–1816), Botaniker, Romanist und Lexikograf, geboren in Derenburg
- Anton Carl Luplau (1745–1795), Porzellan-Bossierer und Modelleur
- Johann Carl Moll (1748–1831), Mathematiker und Präsident des Kriegskollegiums sowie Stadtkommandant der Garnison Braunschweig
- Carl Philipp von Kropff (1748–1820), Forstmann und Rittergutsbesitzer, geboren in Cattenstedt
- Friedrich August Göttling (1753–1806), Philosoph und Chemiker, geboren in Derenburg
- Karl von Bothmer (1770–1845), Diplomat
- Carl von Baumbach (1772–1844), Gutsbesitzer, Landmarschall und Mitglied der kurhessischen Ständeversammlung
- Karl Ludwig Ferdinand Sallentien (1780–1848), lutherischer Theologe, geboren in Cattenstedt
- August Leibrock (1782–1853), Schriftsteller, Lehrer, Verleger sowie Buch- und Musikalienhändler
- August Hettling (1785–1857), Jurist und Archivar in Wolfenbüttel
- Julius von den Brinken (1789–1846), Forstmann
- Friedrich Wilhelm von Unger (1792–1867), Geheimer Kammerrat, geboren in Börnecke
- Wilhelm von Schleinitz (1794–1856), langjähriger führender Minister im Herzogtum Braunschweig
- Joseph von Radowitz (1797–1853), General und Politiker
- Wilhelm Ludwig Wesché (1799–1858), Verleger

### Geboren im 19. Jahrhundert
- Julius von Schleinitz (1806–1865), preußischer Beamter und Politiker
- Gustav Adolf Breymann (1807–1859), Architekt und Hochschullehrer an der Königlich Württembergischen Polytechnischen Schule Stuttgart
- Alexander von Schleinitz (1807–1885), preußischer Staatsminister im Ministerium des Auswärtigen sowie im Ministerium des königlichen Hauses
- Adolf Ernst Theodor Müller (1813–1877), Jurist und Mitglied des Reichstags des Norddeutschen Bundes
- Carl Friedrich Jacob Zincken (1814–1894), Metallurge
- Constantin Frantz (1817–1891), Philosoph, geboren in Börnecke
- Carl Heinrich Wilhelm Wolf (1820–1876), Architekt und braunschweigischer Baubeamter
- Friedrich Bretschneider (1821–1878), Kupferstecher, Radierer und Zeichenlehrer
- Adolph von Steinwehr (1822–1877), Geograph, Kartograph, Brigadegeneral im amerikanischen Bürgerkrieg (Schlacht bei Gettysburg)
- Claire von Glümer (1825–1906), Schriftstellerin und Übersetzerin
- Adolf Scheffler (1828–1913), Maschinenbauingenieur und Hochschullehrer an der TH Braunschweig
- Wilhelm Wehrenpfennig (1829–1900), liberaler Reichstags- und Landtagsabgeordneter
- Robert Hartmann (1832–1893), Naturforscher und Völkerkundler
- Oswald Berkhan (1834–1917), Mediziner
- Albert von Otto (1836–1922), Verwaltungsbeamter und Politiker
- Adolf Ledebur (1837–1906), Metallurge, Entdecker des Ledeburits
- Werner Otto (1838–1927), preußischer Generalleutnant
- Carl Frühling (1839–1912), Architekt und Baurat
- Theodor Hecht (1850–1917), Architekt
- Ludwig Burchhard (1853–1892), Landrat
- Julius Elster (1854–1920), Physiker
- Robert Koldewey (1855–1925), Archäologe
- Gustav Rienäcker (1861–1935), Maler
- Robert Knopf (1862–nach 1925), lutherischer Geistlicher, geboren in Heimburg
- Hermann von Frankenberg (1865–1931), Verwaltungsjurist und Hauptvorsitzender des Harzklubs
- Erwin Blasius (1870–1959), Jurist
- Werner Steinhoff (1875–1949), Volkswirt und Politiker (DNVP)
- Carl Mühlenpfordt (1878–1944), Architekt, Baubeamter und Hochschullehrer
- August Winnig (1878–1956), Gewerkschafter, Schriftsteller, Oberpräsident in Ostpreußen
- Oswald Spengler (1880–1936), Philosoph
- Wilhelm Gustav Damm (1881–1949), deutsch-schweizerischer Komponist und Dirigent
- Bruno Faass (1882–1951), Bibliothekar, geboren in Derenburg
- Friedrich Wilhelm Fischer-Derenburg (1882–1973), Maler, geboren in Derenburg
- Elisabeth Botz (1883–1964), Schauspielerin, die hauptsächlich in Chargenrollen zu sehen war
- Joachim Albrecht Eggeling (1884–1945), NSDAP-Gauleiter und Oberpräsident
- Walter Bechmann (1887–1967), Schauspieler
- Walther von Hollander (1892–1973), Schriftsteller
- Kurt Helle-Haeusler (1894–1965), Politiker (DP) und Abgeordneter des Niedersächsischen Landtages
- Hans Buttler (1894–1970), Theologe und Gegner des NS-Regimes
- Richard Buchhorn (1896–1985), Politiker (KPD), Abgeordneter des Braunschweigischen Landtags und Bürgermeister von Blankenburg (Harz)
- Martin Schubert (1896–1964), Dermatologe, geboren in Derenburg
- Ernst-Heinrich Voß (1899–1943), Generalmajor, geboren in Timmenrode
- Otto Goetsch (1900–1962), stellv. Polizeipräsident von Düsseldorf, geboren in Börnecke

### Geboren im 20. Jahrhundert
- Kurt Ranke (1908–1985), Volkskundler, Germanist, Altertums- und Erzählforscher und Autor der Enzyklopädie des Märchens
- Hildegard Kornhardt (1910–1959), Klassische Philologin
- Friederike von Hannover (1917–1981), Ehefrau des griechischen Königs Paul
- Kurt Helbig (1919–1996), Gewerkschafter und Politiker, Mitglied des ZK der SED, geboren in Derenburg
- Georg-Friedrich Koch (1920–1994), Kunsthistoriker, geboren in Börnecke
- Axel Römer (1925–1993), deutscher Jurist und Hochschullehrer für Kriminalistik
- Günther Meinhardt (1925–1999), Historiker und Numismatiker
- Erwin Könnemann (1926–2016), Historiker, geboren in Hüttenrode
- Ernst Henze (1927–1986), Mathematiker
- Ferdinand Dieterich (1928–2006), Hochschullehrer, Chirurg und Urologe
- Manfred Borges (1928–2022), Theaterschauspieler, der auch in über 100 Film- und Fernsehproduktionen der DEFA und des DFF mitspielte
- Günter Nachtigall (* 1930), ehemaliger Turner
- Dieter Schlenstedt (1932–2012), Literaturwissenschaftler, Präsident des P.E.N.-Zentrums Deutschland (Ost)
- Siegmar Gottfried Markus Freiherr von Schnurbein von und zu Meitingen (* 1941), Provinzialrömischer Archäologe
- Waltraud Voss, geb. Leuteritz (* 1944), im Stadtteil Hüttenrode geborene Mathematikerin und Wissenschaftshistorikerin
- Anna-Christine Rhode-Jüchtern (* 1944), Musikwissenschaftlerin, geboren in Cattenstedt
- Udo Rönnecke (* 1947), Politiker (CDU), geboren in Derenburg
- Dieter Ladewig (* 1953), Maler, Bildhauer und Grafiker
- Andreas Pawel (* 1961), Schriftsteller
- Birgit Großhennig (* 1965), ehemalige Leichtathletin
- Frank Diesener (* 1966), Politiker (CDU)
- Susi Erdmann (* 1968), ehemalige Rennrodlerin und Bobfahrerin
- Heike Tillack (* 1968), ehemalige Leichtathletin, die auf den 100-Meter-Hürdenlauf spezialisiert war
- Marco Seliger (* 1972), Journalist
- Manuela Lutze (* 1974), Rudersportlerin, zweifache Olympiasiegerin im Doppelvierer
- Christian Lademann (* 1975), Radrennfahrer
- Toni Kater (* 1977), Musikerin
- Daniel Kulla (* 1977), Schriftsteller, Übersetzer und Lektor
- Kenah Cusanit (* 1979), Autorin, die für ihre Lyrik und Essays bekannt ist
- Claas Gutsche (* 1982), Künstler
- Sebastian Nebe (* 1982), Maler
- Robin Pietsch (* 1988), Koch
- Jenny Langner (* 1988), Schauspielerin
- Subaru Kimura (* 1990), deutsch-japanischer Synchronsprecher und Schauspieler
- Christoph Georg Rohrbach (* 1992), Lehrer, Lyriker und Lyrikvermittler
- Pretty Pink, bürgerlich Anne Karolczak (* 1992), Musikproduzentin und Deep-House-DJ
- Michael Wegricht (* 1994), Triathlet
- Danilo Riethmüller (* 1999), Biathlet

## Personen, die vor Ort gewirkt haben
- Jordan von Blankenburg (1161–1196), Truchsess
- Nicolaus Sauerwaldt (1638–1722), protestantischer Theologe, ab 1672 Pastor an der St. Bartholomäuskirche in Blankenburg (Harz). In seiner Amtszeit wurde der Barockaltar eingeweiht.
- Issachar Berend Lehmann (1661–1730), Bankier, Münzagent, Heereslieferant sowie Verhandlungsdiplomat
- Eberhard Finen (1668–1726), evangelischer Theologe, Abt und Braunschweiger Hofprediger, starb in Blankenburg
- Leonhard Christoph Sturm (1669–1719), Schriftsteller, Architekturtheoretiker, Baumeister, Theologe und Chiliast, starb hier
- Hermann Dietrich Meibom (1671–1745), Erster Regierungsrat in Blankenburg
- Christine Luise von Oettingen-Oettingen (1671–1747), Prinzessin zu Oettingen-Oettingen und durch Heirat Herzogin zu Braunschweig und Lüneburg, Fürstin von Braunschweig-Wolfenbüttel, starb hier
- Johann Conrad Eichler, Hofmaler im Herzogtum Braunschweig-Wolfenbüttel, war 1717 bis 1730 auf Schloss Blankenburg tätig
- Johann Christian Credius (1681–1741), Komponist, Konzertmeister auf Schloss Blankenburg
- Friederike Caroline Neuber (1697–1760), Schauspielerin und Mitbegründerin des regelmäßigen deutschen Schauspiels
- Johann Georg von Langen (1699–1776), Forst- und Oberjägermeister des Herzogs
- Johann Andreas Cramer (1710–1777), Metallurg und Kammerrat auf dem Schloss Blankenburg
- Johann Heinrich Wilhelm Ziegenbein (1766–1824), Pädagoge und Generalsuperintendent
- Johann Elias Olfermann (1776–1822), Generalmajor
- Ernst Hampe (1795–1880), Botaniker und Apotheker
- Carl Löbbecke (1809–1869), Bankier und Bürgermeister Blankenburgs
- Albert Schneider (1833–1910), Ingenieur
- Hugo Crola (1841–1910), deutscher Maler der Düsseldorfer Malerschule und Professor an der Kunstakademie Düsseldorf, lebte und starb in Blankenburg
- Eugen von Albedyll (1842–1916), Mitglied der literarischen Gesellschaft
- Paul Höfer (1845–1914), Archäologe, Pädagoge und Historiker
- Oscar Eyselein (1847–1892), Inhaber und Direktor der Heilanstalt für Nervenleidende in Blankenburg
- Johannes Leitzen (1848–1922), Maler und Architekt, starb in Blankenburg
- Elisabeth Gnauck-Kühne (1850–1917), Frauenrechtlerin
- Hermann von Kotze (1851–1925), preußischer Generalleutnant
- Hans Geitel (1855–1923), Physiker
- Adolf Just (1859–1936), Naturheilkundler
- Hermann Mertz von Quirnheim (1866–1947), Generalleutnant, Präsident des Reichsarchivs Potsdam 1919–1931
- Karl Bürger (1866–1936), Klassischer Philologe, der maßgebliche Beiträge zur kritischen Untersuchung des altgriechischen und römischen Romans leistete
- Hermann Mertz von Quirnheim (1866–1947), Generalleutnant und Präsident des Reichsarchivs
- Karl von Müller (1873–1923), Kapitän zur See, Kommandant der Emden, lebte in Blankenburg und ist hier begraben
- Carl Erdmann (1898–1945), deutscher Historiker und Mediävist
- Rahel Sanzara (1894–1936), Tänzerin, Schauspielerin und Schriftstellerin
- Friederike Pusch (1905–1980), Psychiaterin und Neurologin an der Poliklinik Blankenburg, die während der NS-Zeit an Medizinverbrechen im Rahmen der Kinder-Euthanasie beteiligt war
- Hilde Thoms (1937–2025), Apothekerin, Schriftstellerin und Kulturförderin
- Bernd Wolff (* 1939), Pädagoge und Schriftsteller, Kulturpreisträger der Stadt Wernigerode
- Ulrich-Karl Engel (* 1950), Ingenieur, Landtagsabgeordneter (1990–1998), Stadtrat
- Heinz A. Behrens (* 1950), Historiker und früherer Bürgermeister von Blankenburg (SPD)
- Wolfgang Schilling (* 1957), Autor und Medienberater
- Tatjana Hüfner (* 1983), Rennrodlerin